# Kaap Oljoetorski

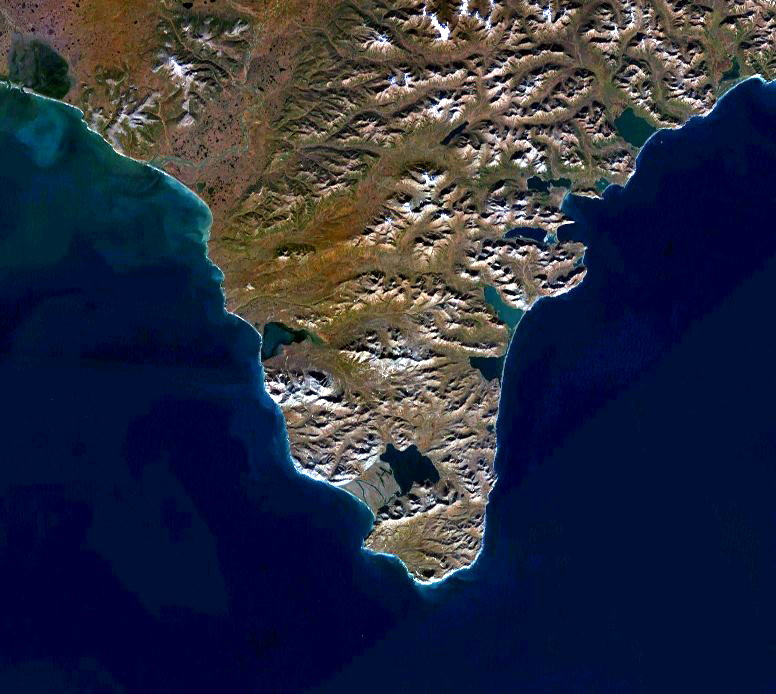
Satellietbeeld van Kaap Oljoetorski

Kaap Oljoetorski (Russisch: Мыс Олюторский; Mys Oljoetorski) is een kaap van Rusland aan de zuidzijde van Korjakië aan de oever van de Beringzee. De kaap vormt het uiterste punt van het schiereiland Oljoetorski, dat ten noordoosten van het schiereiland Kamtsjatka ligt. Ten westen ervan ligt de Oljoetorskibaai.
Tussen deze kaap en de Golf van Anadyr trok vroeger het volk der Kereken rond.